# Ottóvölgy
Ottóvölgy (1887-ig Ompitál, szlovákul Doľany, németül Ottent[h]al) község Szlovákiában, a Pozsonyi kerületben, a Bazini járásban.

## Fekvése
Nagyszombattól 17 km-re északnyugatra fekszik, a Kis-Kárpátok alatt.

## Története
A falu a tatárjárás után keletkezett, amikor németeket telepítettek ide. A település legrégibb említése 1390-ből származik. Eredeti neve Ottenthal volt, nevét II. Ottó császárról kapta. A vöröskői váruradalom része volt. Később lakossága elszlovákosodott, a 16. század végétől már Ompitál néven is említik. II. Ferdinánd királytól mezővárosi kiváltságokat kapott, első pecsétje 1634-ből származik.
Vályi András szerint "OMPITAL. vagy Ottenthal. Tót mező Város Baranya Várm. földes Ura G. Pálfy Uraság, lakosai katolikusok, fekszik hegyek közt, azért is határbéli földgye sovány, úgy szintén kaszállója ’s legelője is; de ellenben bora nem utólsó, vagyonnyai is meg lehetősek, el adásra alkalmatos módgyok van."
Fényes Elek szerint "Ompithal (Ottenthal), tót m. v. Poson v., 941 k., 5 zsidó lak., k. paroch. templommal. Szőlőhegye elég; szántóföldje, legelője kevés; erdeje nagy. Fekszik Modorhoz északra 1 1/2 órányira. F. u. gr. Pálffy Rudolf örökösei. Ut. p. Nagy-Szombat."
A trianoni békeszerződésig Pozsony vármegye Nagyszombati járásához tartozott. Mai szlovák hivatalos nevét 1948-ban kapta.

## Népessége
| Év:            | 1994. | 2004.   | 2014.   | 2024.   |
| -------------- | ----- | ------- | ------- | ------- |
| Emberek száma: | 1019  | 1022    | 1082    | 1070    |
| Eltérés:       |       | +0,29 % | +5,87 % | -1,10 % |

| Év:            | 2023. | 2024.   |
| -------------- | ----- | ------- |
| Emberek száma: | 1077  | 1070    |
| Eltérés:       |       | -0,64 % |

1910-ben 1046, túlnyomórészt szlovák anyanyelvű lakosa volt.
2011-ben 1041 lakosából 1010 szlovák volt.

## Híres személyek
- Itt született és hunyt el Fándly György szlovák katolikus pap, író, nyelvújító.
- Itt vagy Nagyhelvényben született 1763-ban Juraj Palkovič esztergomi kanonok.

## Nevezetességei

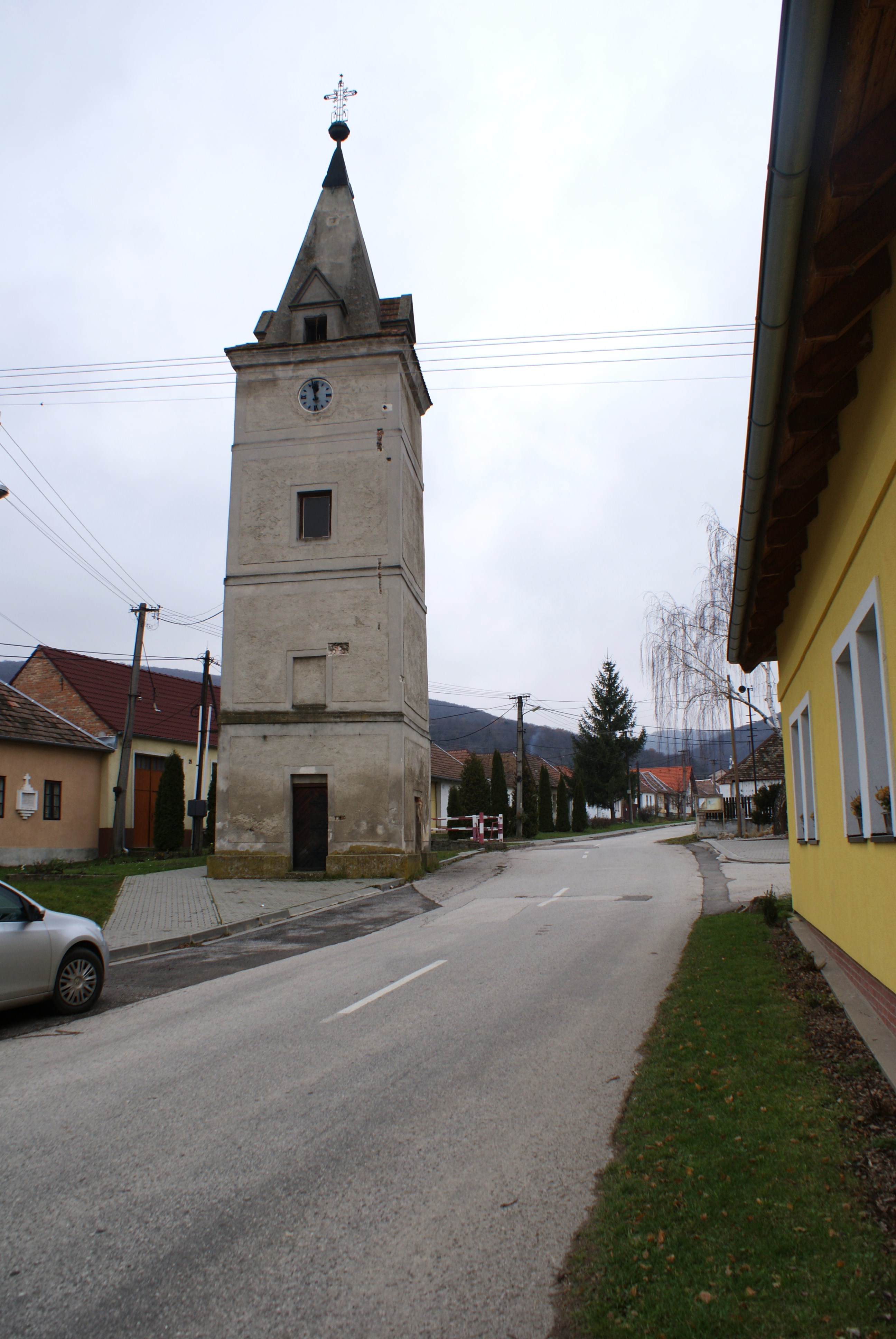
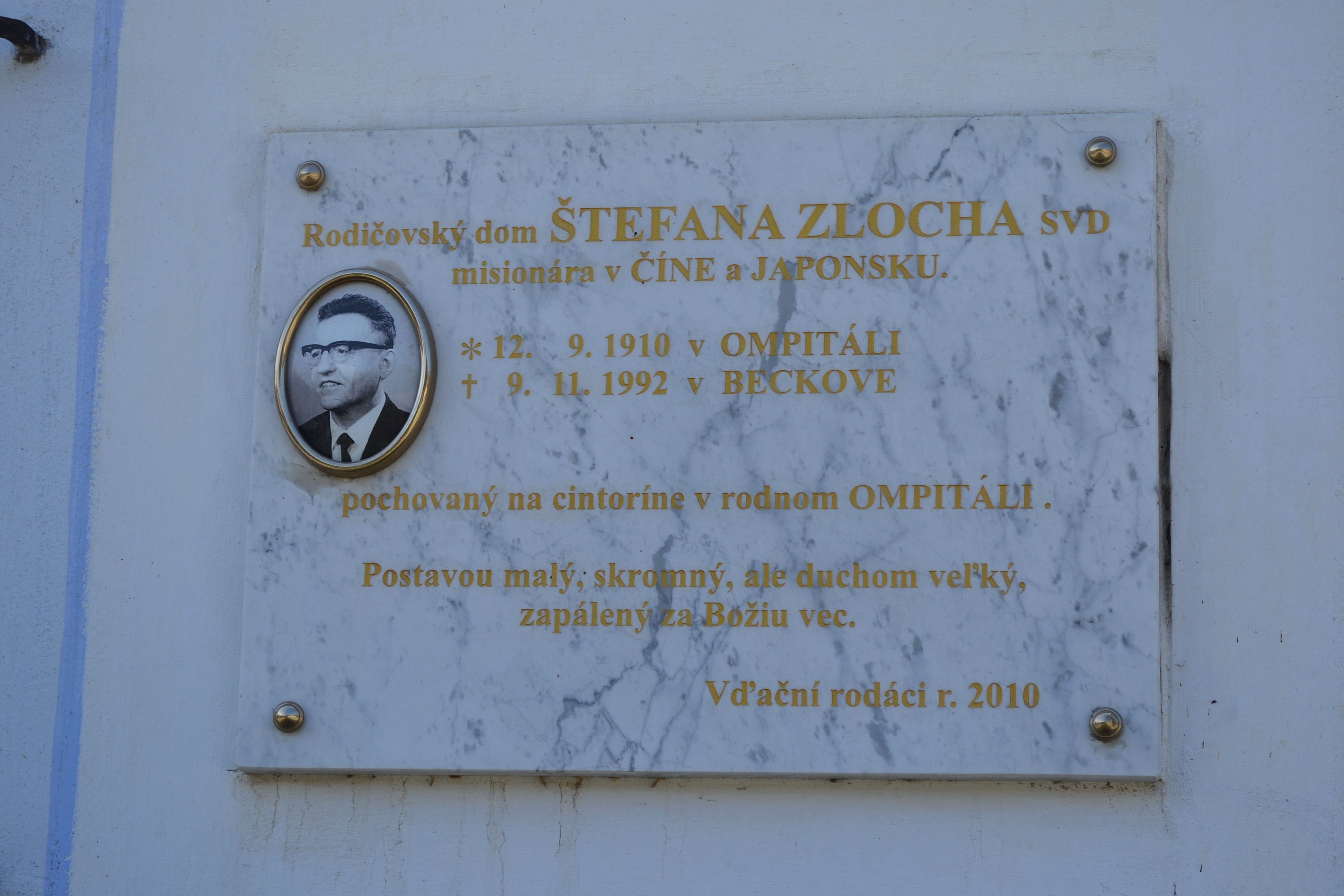
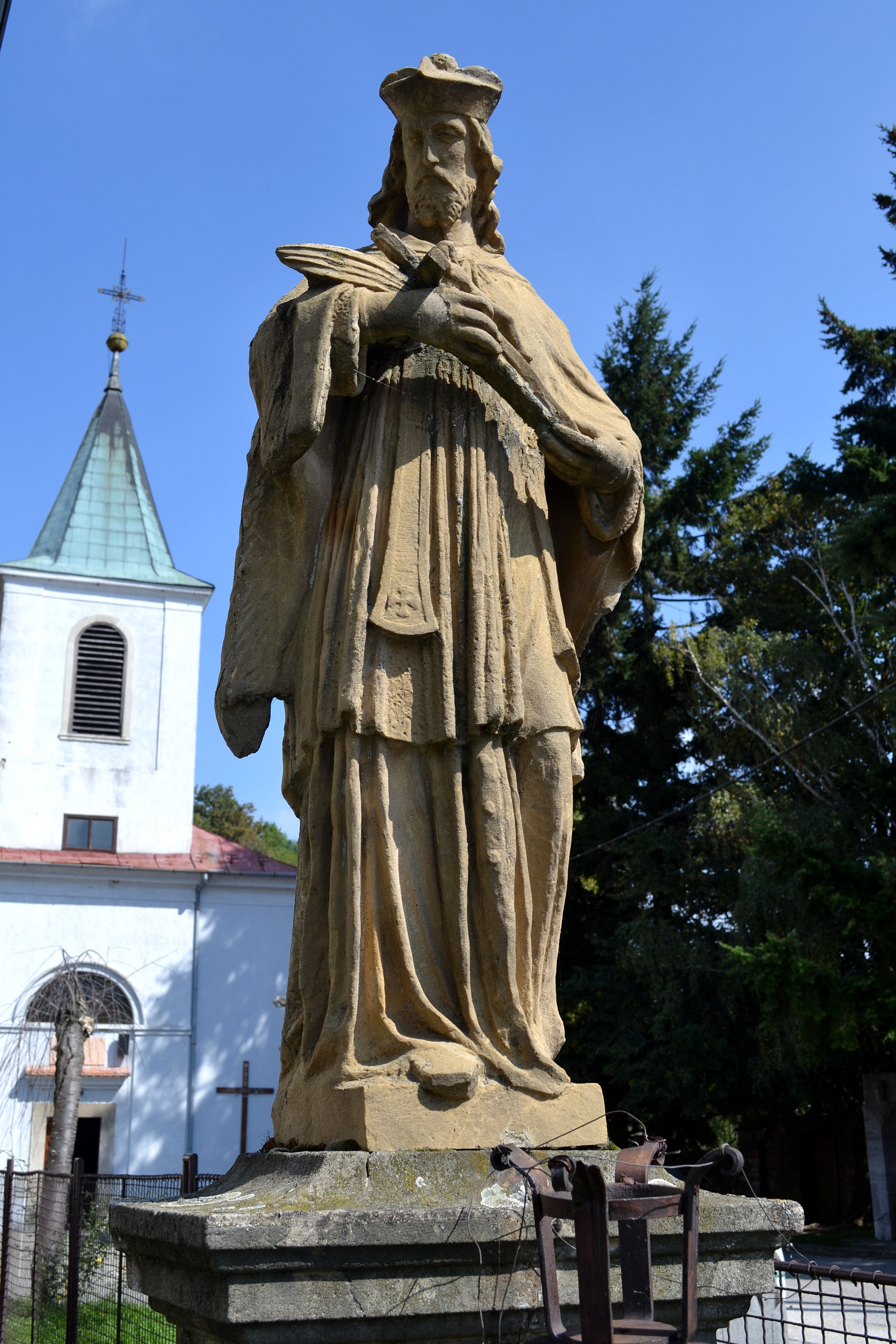
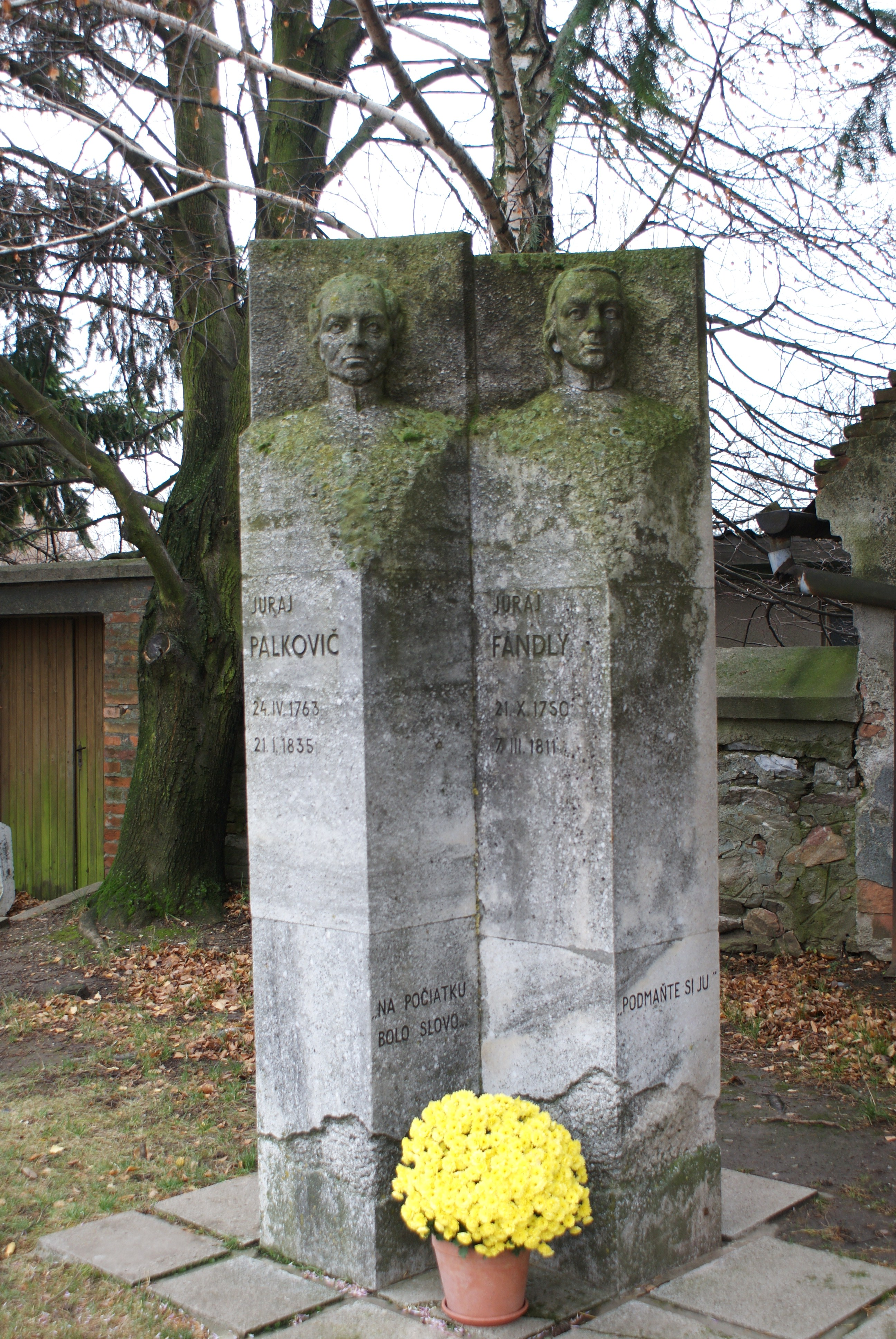

- A falu Szent Katalin tiszteletére szentelt temploma 1390-ben már állott, majd 1690-ben és 1721-ben átalakították, 1832-ben pedig toronnyal is bővítették.
- A Kis-Kárpátok keleti lejtőjén, egy sziklaszirt tövében áll Szent Lénárd kegykápolnája. A kápolna 1360 körül épült, valószínűleg Nagy Lajos király rendeletére, címere az oszlopfőn található. Hátsó része természet alkotta barlang, amelyben gyógyító erejű sziklaforrás van. Ősi búcsújáróhely, ahol több csodás gyógyulás történt. A kápolnától sétány vezet fel a hegycsúcson álló, 1708-ban épített Szent Sebestyén kápolnához.
- A várostorony 1598-ban épült.
- A szőlőhegyen kis kápolna áll Szent Orbán tiszteletére szentelve.
- Szent Anna kápolna.

## Külső hivatkozások
- Hivatalos oldal
- Községinfó
- Ottóvölgy Szlovákia térképén
- E-obce.sk Archiválva 2009. szeptember 14-i dátummal a Wayback Machine-ben